# Araneus pinguis
Araneus pinguis là một loài nhện trong họ Araneidae.
Loài này thuộc chi Araneus. Araneus pinguis được Ferdinand Karsch miêu tả năm 1879.